# Lepra

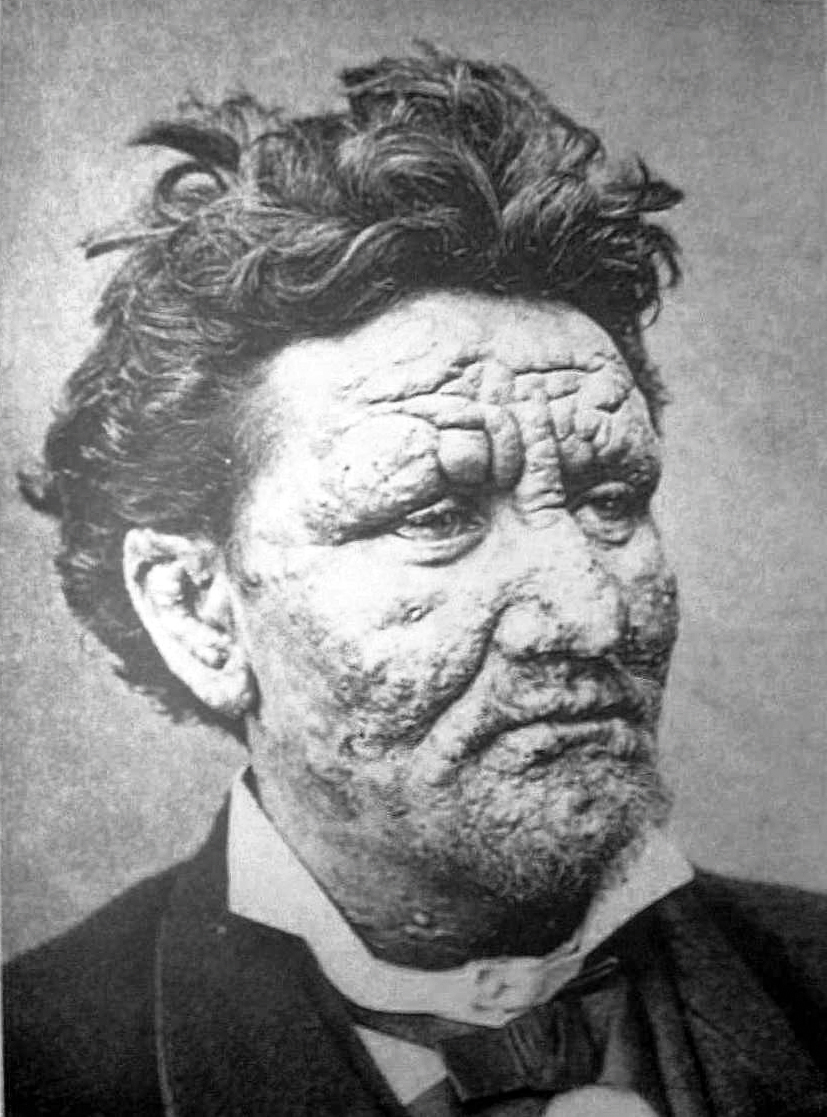
Čtyřiadvacetiletý muž trpící malomocenstvím

Lepra (též malomocenství či Hansenova nemoc) je infekční onemocnění, způsobované bakterií Mycobacterium leprae, která má sklon napadat periferní nervy a jiné chladnější oblasti těla – kůži a sliznice.
Počínaje rokem 1954 připadá na poslední lednovou neděli Světový den lepry (v Indii 30. ledna).

## Historie
Původně řecké slovo „lepra“ označuje chorobu, při níž se loupe kůže (od slovesa Λέπω – loupu se). Tradiční český název „malomocenství“ odkazuje zřejmě na poškození hmatu, které choroba způsobuje.
Nejstarší zmínka o lepře pochází z období cca 1500 př. n. l., nejstarší tělesné pozůstatky vykazující jasné známky tohoto onemocnění sahají až do 4. tisíciletí př. n. l.
V antických dobách najdeme zmínky zejména v starověkém Egyptě nebo např. v Indii, tradičně se jako lepra překládá jméno starozákonní choroby cara'at, moderní biblistika však má za to, že šlo o jinou kožní chorobu. Později byla zavlečena do Evropy, kde se rozšířila hlavně za křižáckých válek. Od 15. století ji v Evropě významem poněkud předčila tuberkulóza,[zdroj?] způsobovaná příbuznými bakteriemi.
Lepra byla považována za boží trest, malomocní byli soustředěni v tzv. leprosáriích. Poslední leprosárium v Evropě je v rumunském Tichilești v deltě Dunaje.
Původce nákazy objevil v roce 1869 norský mikrobiolog Gerhard Armauer Hansen, proto bývá Mycobacterium leprae také označován po svém objeviteli jako „Hansenův bacil“. Ten se geneticky od středověku nezměnil, ale omezila se příčina šíření. Mezi přenašeče této nemoci patří také divoká zvířata, jako např. pásovec devítipásý. Podle studie zveřejněné v roce 2024 mohly lepru na lidi ve středověku přenášet také veverky.

## Příznaky

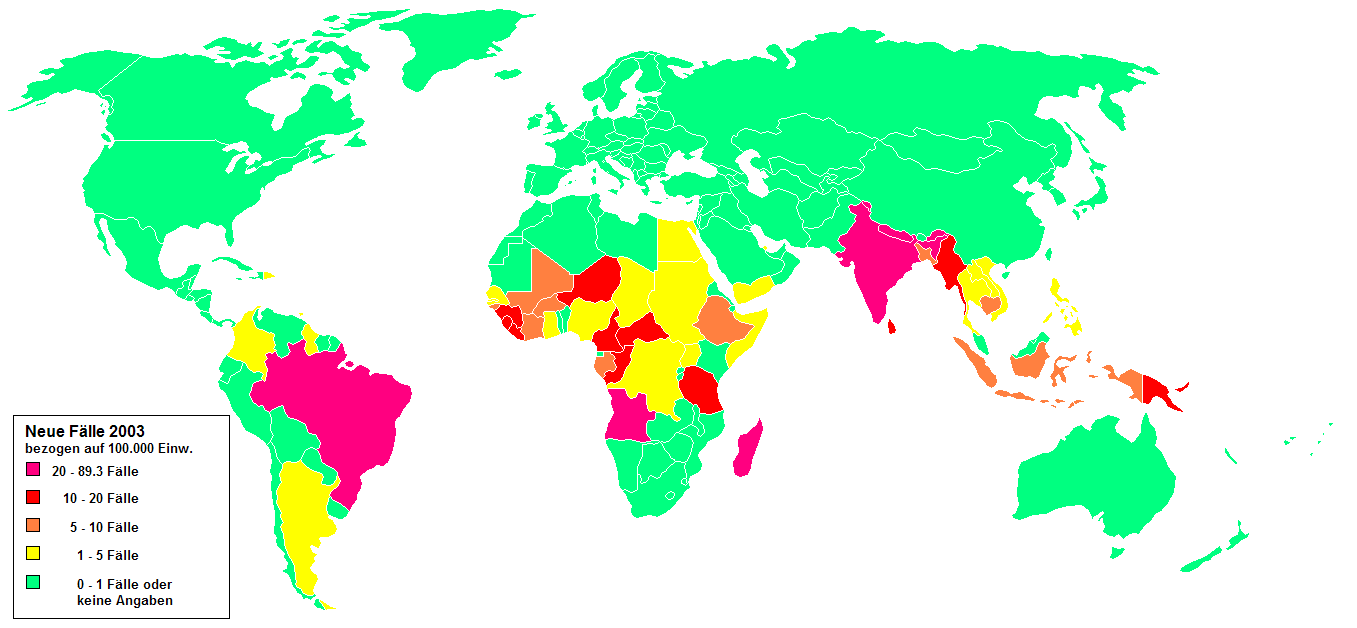
Nové případy lepry ve světě (2003)

Nemoc často probíhá bez příznaků a není nijak zvlášť nakažlivá (vyjma kožní formy vytvářející vředy, která je velmi nakažlivá). Za určitých okolností může ale dojít k rozvinutí její destruktivní formy. Ta napadá ve velkém Schwannovy buňky a makrofágy v periferní nervové soustavě. Ničí lidský imunitní systém a způsobuje znetvořeniny na končetinách a na obličeji (tzv. „Lví obličej“ – facies leontina).

## Epidemiologie
Lepra se vyskytuje zejména v Latinské Americe, ve střední Africe, na Madagaskaru (Marana) a v jihovýchodní Asii (tzn. Indii, Bangladéši), známé jsou ale i případy z jižní Evropy, zejména Španělska, a také z Rumunska. V Rumunsku se vyskytuje minimálně od 50. let, což ale bylo tajeno Ceauşescovým režimem. Výskytem lepry jsou známé ale i Havajské ostrovy, konkrétně ostrov Molokai (Kalaupapa), či ostrov Spinalonga ležící v Egejském moři.
Podle WHO výrazně pokleslo množství lidí trpících leprou, a to asi z 5,2 milionu v roce 1985 a přes 0,8 milionu v roce 1999 asi na 200 000 případů registrovaných v roce 2011. Počet nově nakažených nicméně zůstává vysoký, je registrováno kolem 250 000 nových případů za rok (u většiny případů trvá léčba 6–12 měsíců, takže mohou být vyléčeny před sčítáním celkového množství nakažených).

## Léčba
K léčbě malomocenství se dnes používají specifická antibiotika (např. rifampicin nebo klofazimin) či (už nedoporučený) thalidomid. Světová zdravotnická organizace však doporučuje při všech formách lepry postup s použitím kombinace léků včetně dapsonu (např. kombinace dapson, klofazimin a rifampicin). I poté je léčba dlouhodobá, až v řádu měsíců či několika let.

## Fotogalerie

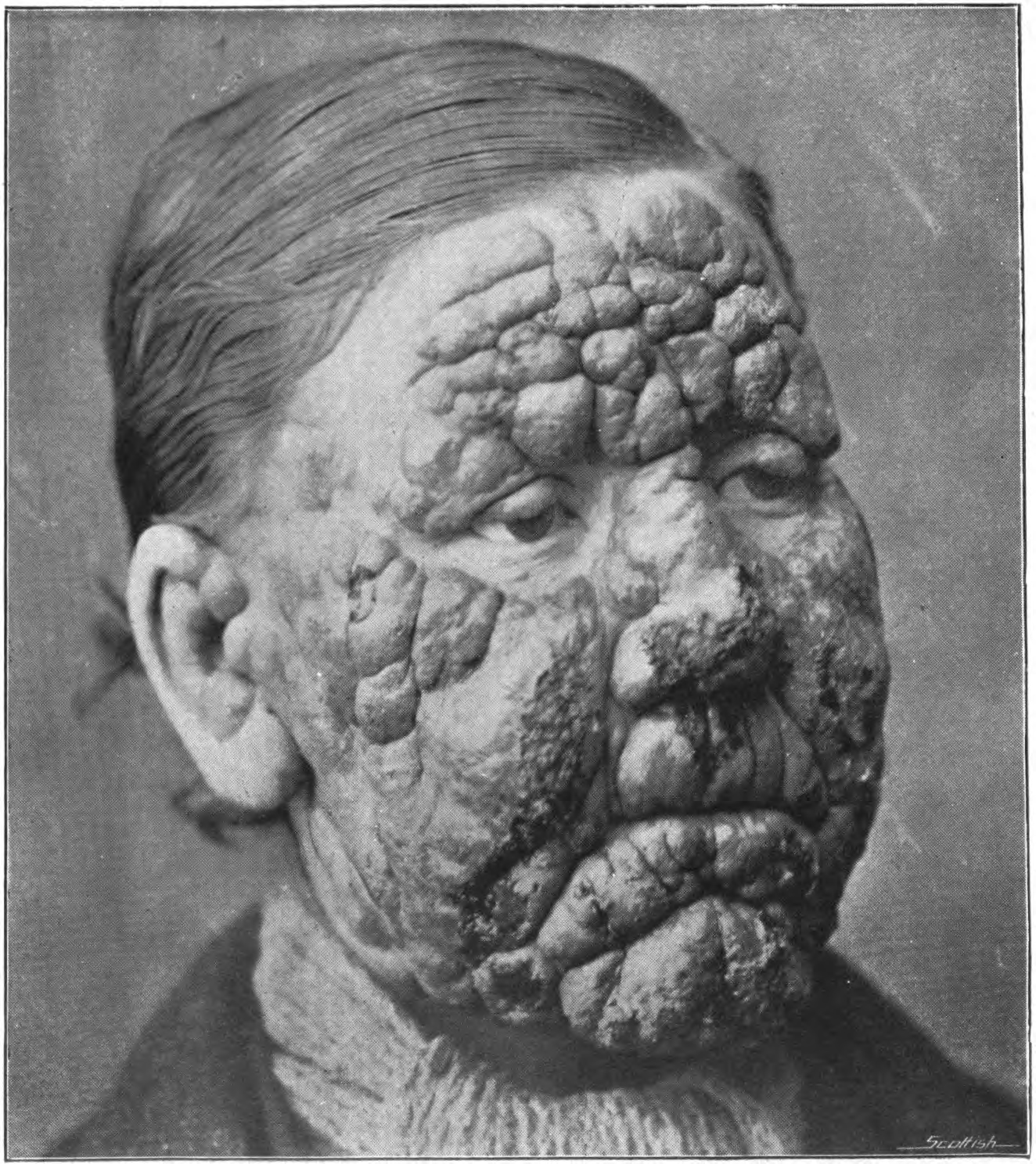
Kožní projevy malomocenství (1905)
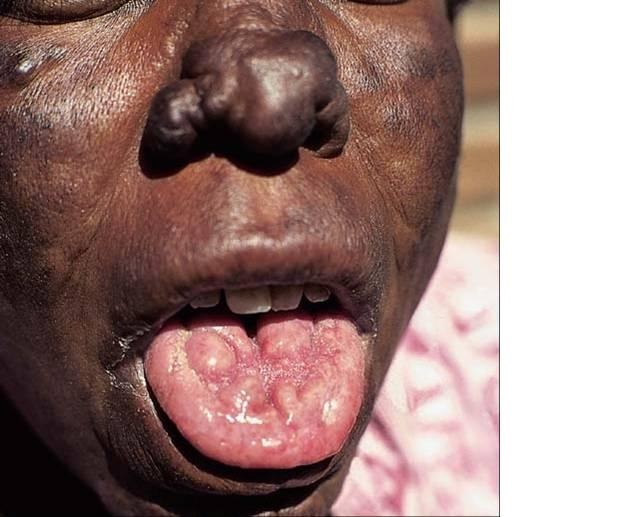
Projevy lepry na jazyku (tzv. lepromy)
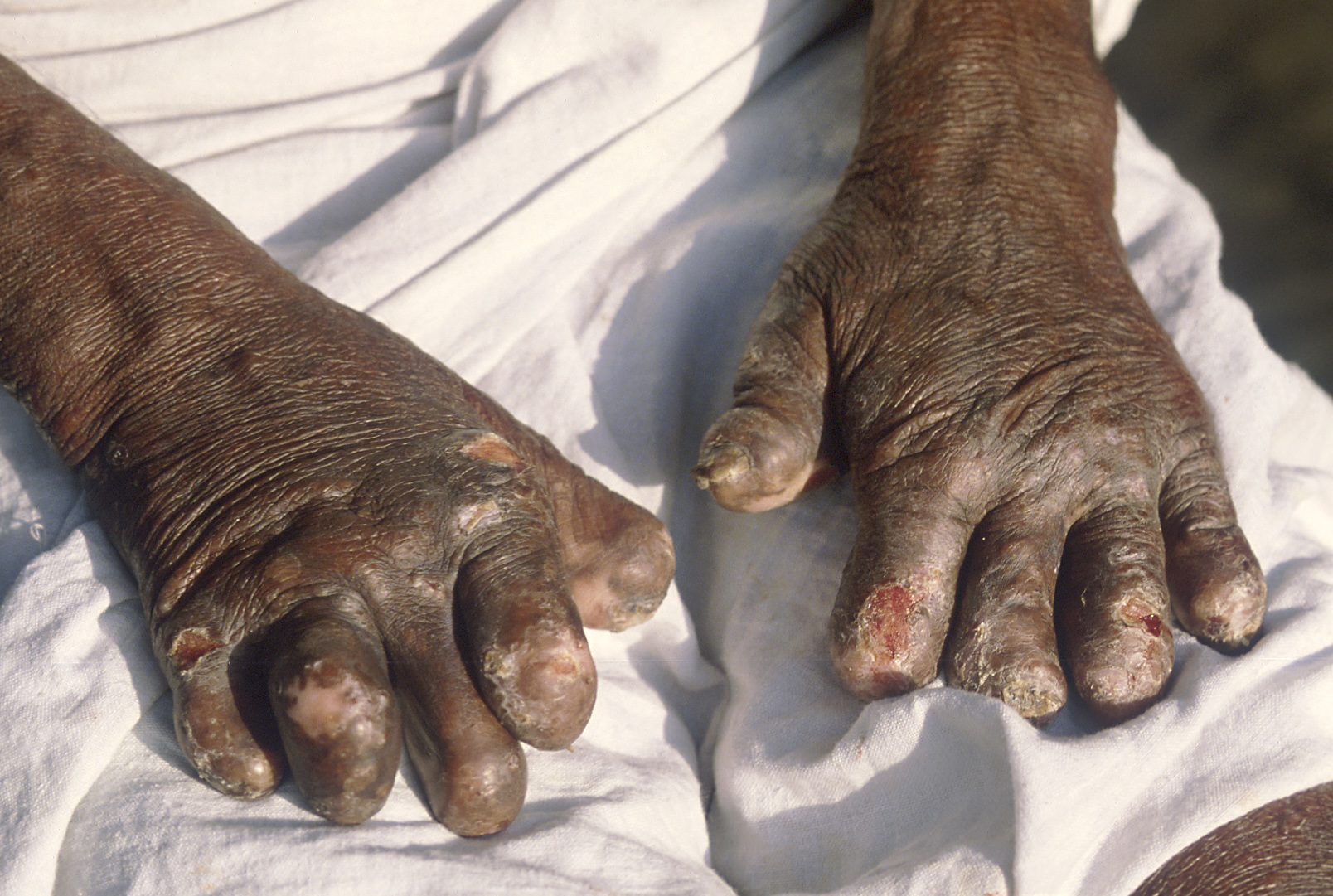
Kožní projevy malomocenství (Indie, 1990)
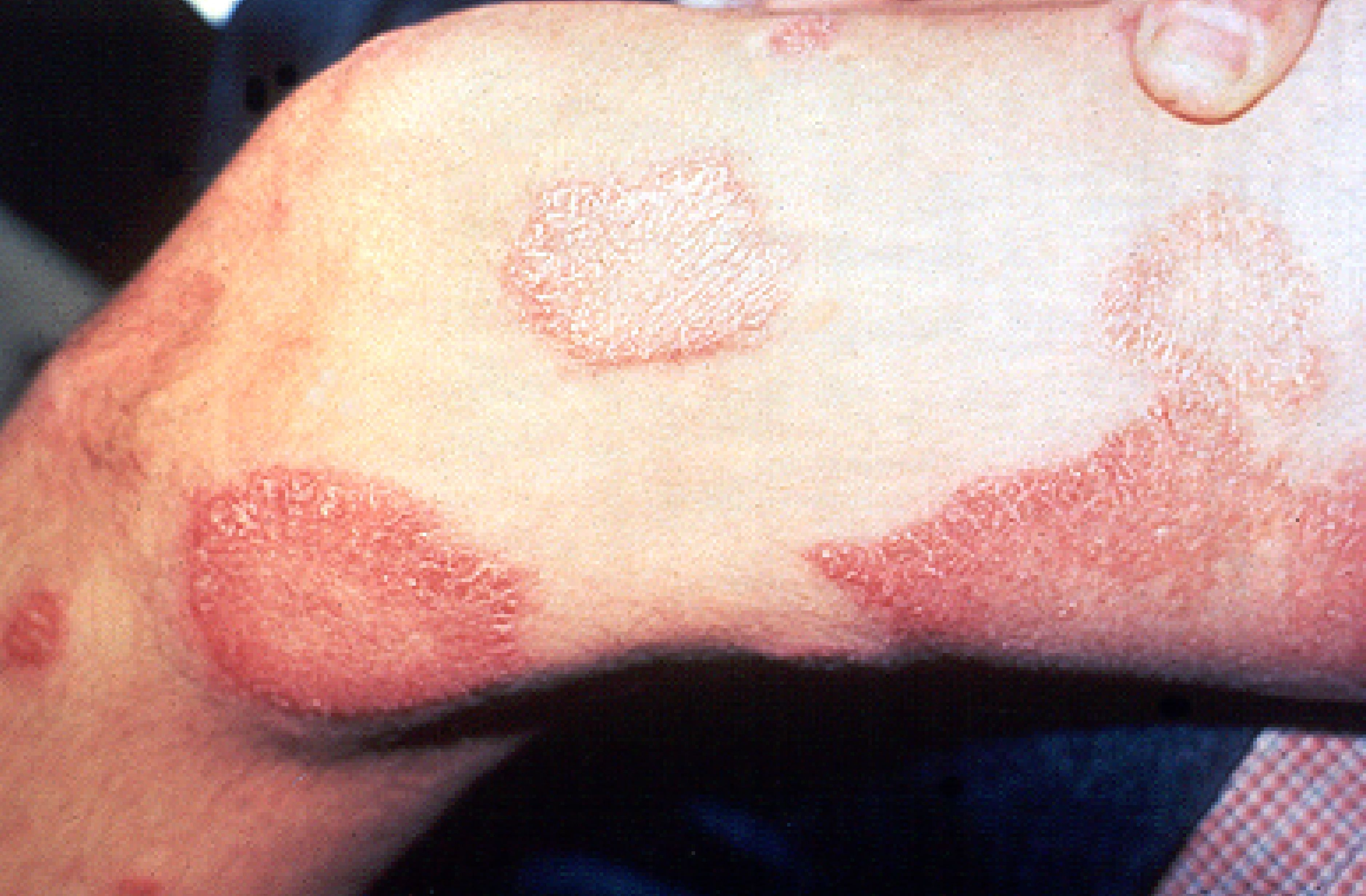
Kožní léze na nohou, typický projev lepry
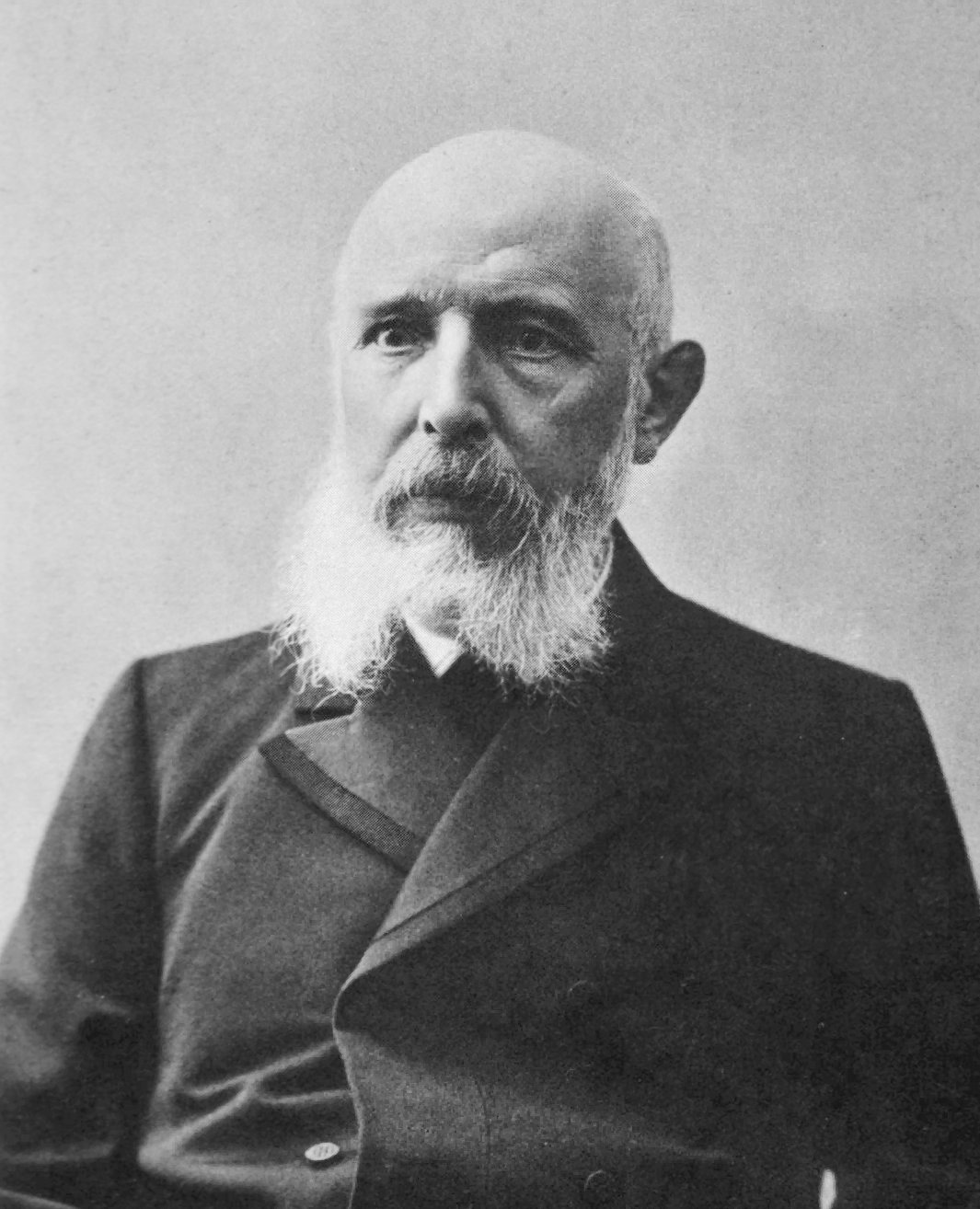
Gerhard Armauer Hansen (1841–1912), norský lékař a zoolog, objevitel bakterie
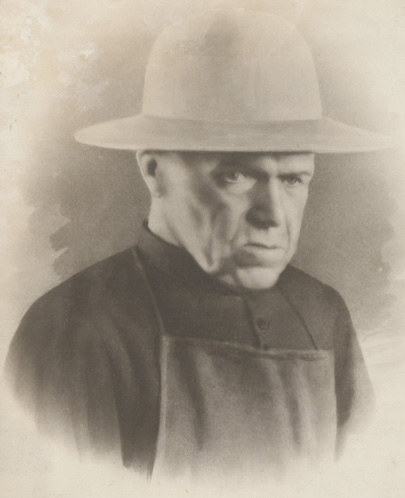
Jan Beyzym (1850–1912), polský misionář bojující proti lepře na Madagaskaru (Antananarivo)